# Eduard Khil
Eduard Anatólievitx Khil (rus: Эдуард Анатольевич Хиль) (Smolensk, 4 de setembre de 1934 - Sant Petersburg 4 de juny de 2012) fou un baríton rus. Va ser nomenat Artista del Poble de l'URSS el 1974.
Després de la seua retirada com a cantant, Khil va passar a l'anonimat. Tanmateix, l'any 2010 va tornar a la fama (aquesta vegada internacionalment) quan es va convertir en protagonista del fenomen d'internet "Trololó" a YouTube, on es mostra un vídeo seu de 1976 en el que interpreta una versió vocal de la cançó, "Estic molt content, per fi torne a casa" (Я очень рад, ведь я, наконец, возвращаюсь домой).

## Biografia
Eduard Khil va néixer el 4 de setembre de 1934 en Smolensk. Es va graduar al Conservatori de Leningrad, on va estudiar sota la direcció de Ievgueni Olkhovkski i Zoia Lodi. Va començar cantant com a solista.
Va ser el primer artista a cantar cançons com "Llenyataires" (Лесорубы) i "Pedra lunar" (Лунный камень) d'Arkadi Ostrovski, i "Cançó sobre un amic" (Песня о друге), "Ciutats blaves" (Голубые города), "I la gent va al mar" (А люди уходят в море) d'Andrei Petrov.
Altres cançons populars interpretades per Khil són "Des d'on comença la Pàtria?" (С чего начинается Родина?), "Hivern" (Зима), "Saba de bedoll" (Берёзовый сок), "Ament d'Alnus" (Серёжка ольховая) o "Només necessitem la victòria" (Нам нужна одна победа), entre d'altres.
Entre 1977 i 1979, Khil va ser professor en l'Acadèmia d'Art Teatral de Sant Petersburg. A començaments de la dècada de 1990, va treballar a París al cafè Rasputin. Des de 1997, Khil va treballar al costat del seu fill en un projecte anomenat Prepinaki.
Khil vivia a la Casa Tolstoi (Толстовский дом) a Sant Petersburg.

### Cognom
El seu cognom, Хиль (Khil), és un cognom molt rar en rus. El seu origen es deu, probablement, que algun avantpassat seu devia ser d'origen espanyol i el seu cognom era Gil, que es pronuncia de la mateixa manera. El mateix Eduard va considerar aquesta possibilitat en alguna entrevista. El seu cognom és molt poc freqüent a Rússia.

## Fenomen d'Internet
En 2009, un vídeo de 1976 de Khil cantant una peça anomenada "Estic molt content, per fi torne a casa" (Я очень рад, ведь я, наконец, возвращаюсь домой) va ser pujada a Youtube, i ràpidament es va convertir en un Fenomen d'internet conegut com a "Trololololololololololo" (o "Trololó"). Va aparèixer en alguns llocs el 21 de febrer de 2010, i es va popularitzar el 3 de març en The Colbert Report. La cançó va ser escrita per Arkadi Ostrovski, i també va ser interpretada per Valeri Obodzinski i per Muslim Magomaiev en Little Blue Light.

## Premis
- Festival Internacional de la Cançó de Sopot, segon lloc (1965).
- Artista meritori de l'URSS (1968).
- Orde de la Bandera Roja del Treball (1971).
- Pintor del Poble de l'URSS (1974).
- Orde de l'Amistat dels Pobles (1981).
- Orde del Mèrit de la Pàtria, quarta classe (2009).
- Premi Utiosov.

## Filmografia
- Txeriomushki (Черёмушки) (1965).
- Eduard khil (documental, dirigit per Marina Goldovskaia) (1974).
- Golubie goroda (Голубые города, "Ciutats blaves"; concert, música per Andrei Petrov) (1985).
- Iatinsotests (2004).